# Oberhof, Tyskland
Oberhof är en mindre stad i södra delen av det tyska förbundslandet Thüringen.
Oberhof är Thüringens vintersportcentrum med anläggningar för skidskytte, Tysklands första skidtunnel, backhoppning, bobsleigh och rodel m.m. samt utförsåkning. Staden är belägen vid huvudvägen L3247 cirka 17 km norr om Suhl.
Staden ligger dessutom cirka en kilometer norr om  motorvägen A71.

## Internationella sportevenemang
- 1931 VM i bobsleigh, tvåmans
- 1931 VM i skidor, nordiska grenar (inofficiella)
- 1973 VM i rodel
- 1985 VM i rodel
- 2004 VM i skidskytte
- 2008 VM i rodel
- I stort sett anordnas varje år en deltävling i skidskyttets, nordiska kombinationens och rodelns världscuper.

## Vänorter
- Lillehammer, Norge.